# Magic (musikalbum)
Magic är Bruce Springsteens 15:e studioalbum, utgivet av skivbolaget Columbia Records den 25 september 2007 på vinyl och 2 oktober 2007 på CD. Albumet producerades av Brendan O'Brien. Det var Bruce Springsteens första studioalbum med E Street Band som kompband sedan The Rising 2002.
I slutet av 2006 blev Brendan O'Brien hembjuden till Springsteen som presenterade ett antal nyskrivna låtar för honom. O'Brien fick välja vilka låtar som skulle var med på albumet, som spelades in i Southern Tracks Studios i Atlanta och tog 8 veckor.
Springsteen turnerade återigen med E Street Band i USA och Europa. Det blev den sista turnén med Danny Federici. Tre spelningar blev det i Sverige; den 10 december 2007 på Globen, och Springsteen och E Street Band återbesökte Ullevi den 4 och 5 juli 2008.

## Låtlista
1. "Radio Nowhere" - 3:20
2. "You'll Be Comin' Down" - 3:46
3. "Livin' in the Future" - 3:56
4. "Your Own Worst Enemy" - 4:19
5. "Gypsy Biker" - 4:32
6. "Girls in Their Summer Clothes" - 4:20
7. "I'll Work for Your Love" - 3:35
8. "Magic" - 2:46
9. "Last to Die" - 4:17
10. "Long Walk Home" - 4:35
11. "Devil's Arcade" - 5:06
12. "Terry's Song" - 4:11 (tillägnad den avlidne arbetskollegan Terry Magovern)

## Albumförsäljning och listplaceringingar
Magic debuterade som nummer ett på den amerikanska albumlistan Billboard 200 och blev Springsteens åttonde förstaplacering i USA. Den första veckan sålde albumet i 335 000 exemplar. Den andra veckan tappade den en placering men återtog veckan efter förstaplaceringen och sålde 77 000 exemplar den veckan. Under den fjärde veckan på albumlistan föll den till en tolfteplacering.
| Albumlista (2007) | Topp placering |
| ----------------- | -------------- |
| Österrike         | 1              |
| Kanada            | 1              |
| Danmark           | 1              |
| Irland            | 1 (4v)         |
| Italien           | 1 (2v)         |
| Norge             | 1 (2v)         |
| Spanien           | 1 (3v)         |
| Sverige           | 1              |
| UK Albums Chart   | 1              |
| USA Billboard 200 | 1 (2v)         |
| Australien        | 2              |
| Nederländerna     | 2              |
| Nya Zeeland       | 2              |
| Belgien           | 3              |
| Frankrike         | 3              |
| Tyskland          | 3              |
| Finland           | 4              |
| Schweiz           | 4              |